# Radelfingen
Radelfingen är en ort och kommun i distriktet Seeland i kantonen Bern, Schweiz. Kommunen har 1 282 invånare (2023).
Kommunens två största byar är Radelfingen (384 invånare) och Detligen (508 invånare). Kommunens förvaltning ligger i Detligen.

## Bildgalleri

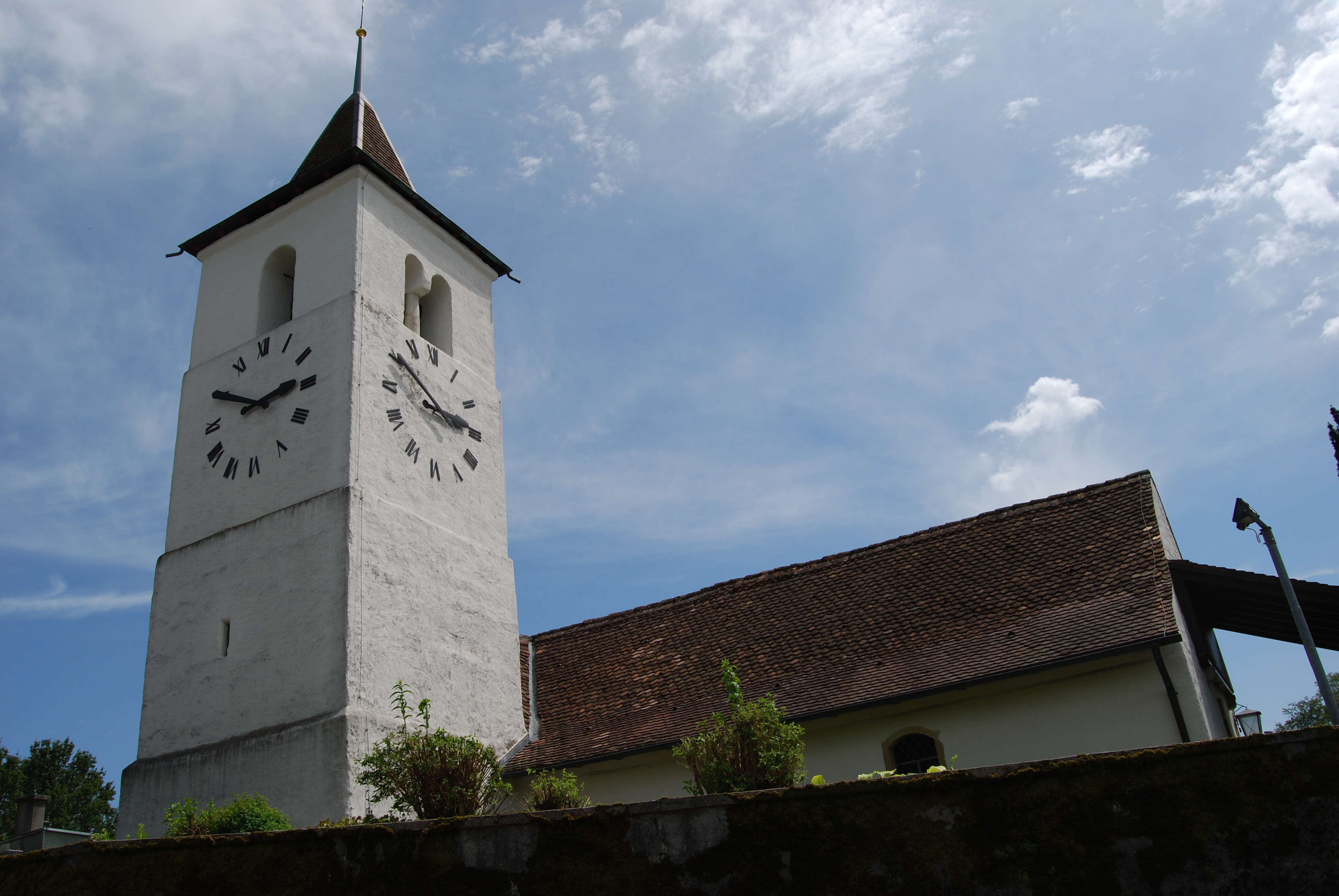
Reformert kyrka i Radelfingen.
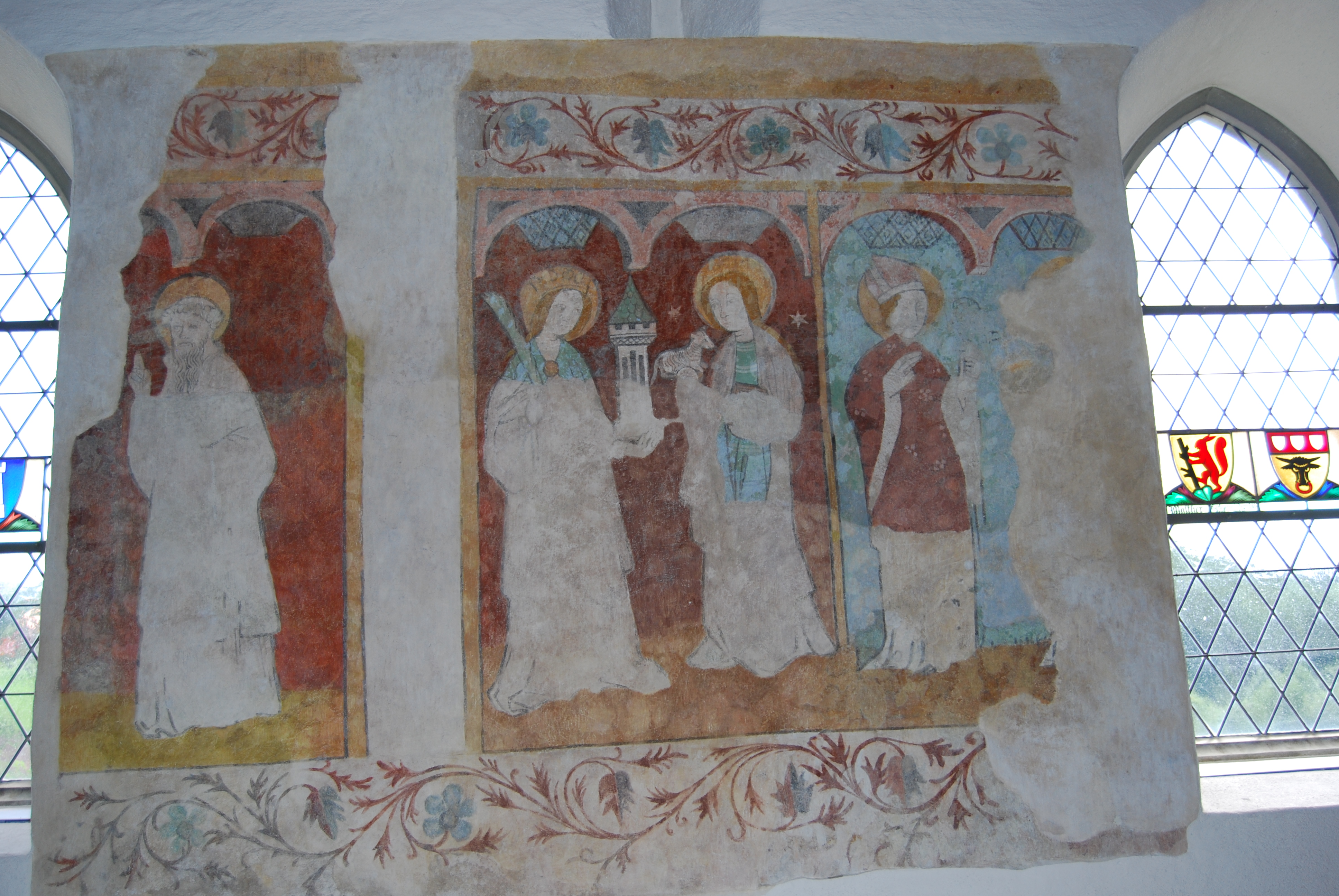
Medeltida fresk i kyrkan.
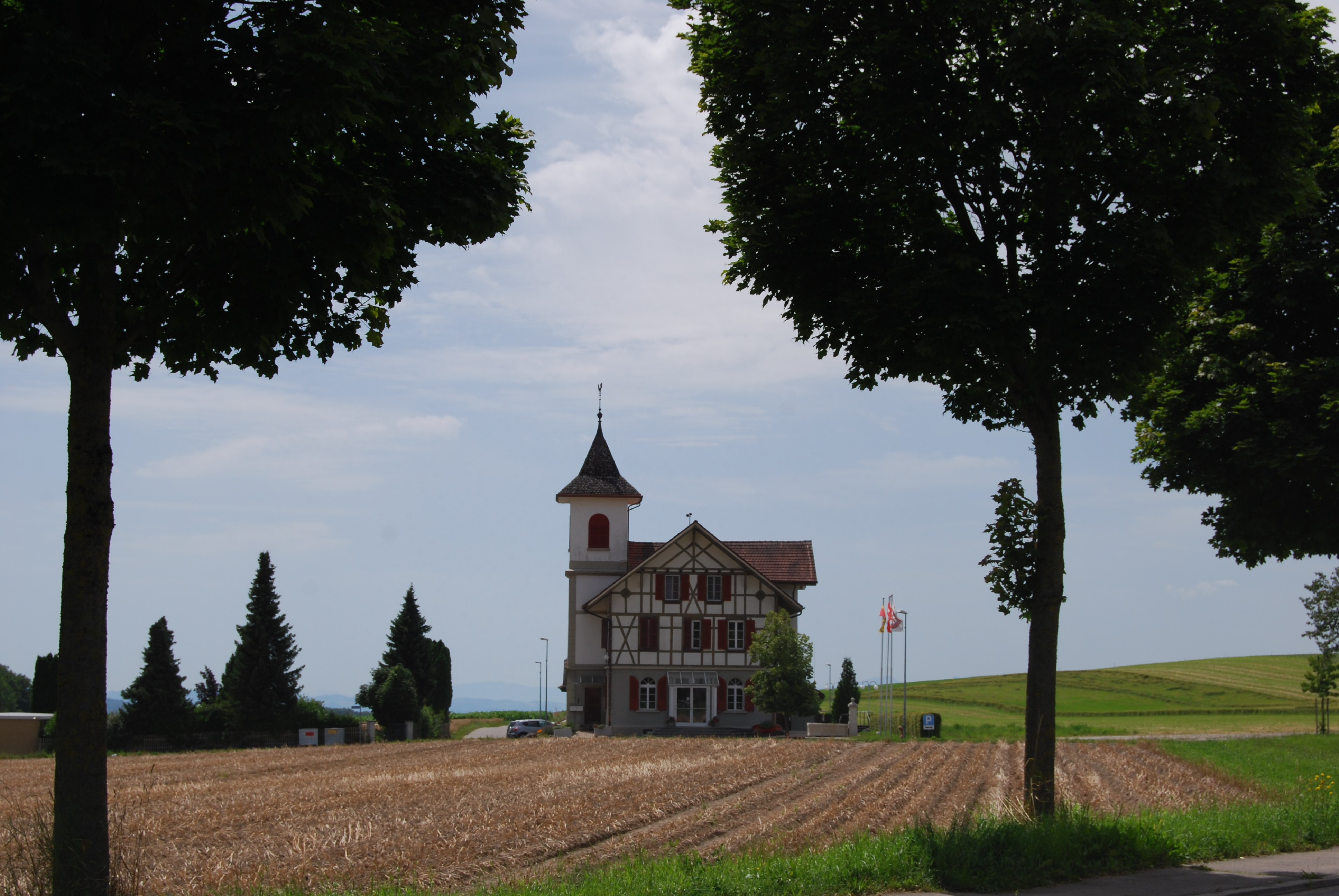
Kommunhuset i Detligen.